# لا پبلا د لییت
لا پبلا د لییت (به اسپانیایی: La Pobla de Lillet) یک شهرستان در اسپانیا است که در استان بارسلون واقع شده‌است.

## خصوصیات
لا پبلا د لییت ۵۱٫۴۵ کیلومترمربع مساحت و ۱٬۳۰۳ نفر جمعیت دارد و ۸۴۳ متر بالاتر از سطح دریا واقع شده‌است.